# Lijst van gouverneurs van Oklahoma
Dit is een lijst met gouverneurs van de Amerikaanse staat Oklahoma. Voordat Oklahoma een staat werd was het een territorium.

## Territoriale Gouverneurs (1890–1907)
| Nr. | Gouverneur | Gouverneur                           | Termijn   | Partij      |
| --- | ---------- | ------------------------------------ | --------- | ----------- |
| 1   |            | George Washington Steele (1839–1922) | 1890-1891 | Republikein |
| -   |            | Robert Martin                        | 1891-1892 | Republikein |
| 2   |            | Abraham Jefferson Seay (1832–1915)   | 1892-1893 | Republikein |
| 3   |            | William Cary Renfrow (1845–1922)     | 1893-1897 | Democraat   |
| 4   |            | Cassius McDonald Barnes (1845–1925)  | 1897-1901 | Republikein |
| 5   |            | William Miller Jenkins (1856–1941)   | 1901      | Republikein |
| -   |            | William Grimes                       | 1901      | Republikein |
| 6   |            | Thompson Benton Ferguson (1857–1921) | 1901-1906 | Republikein |
| 7   |            | Frank Frantz (1872–1941)             | 1906-1907 | Republikein |

## Gouverneurs van Oklahoma (1907–heden)
| Nr. | Gouverneur van Oklahoma Governor of Oklahoma | Gouverneur van Oklahoma Governor of Oklahoma | Gouverneur van Oklahoma Governor of Oklahoma | Ambtstermijn     | Ambtstermijn     | Partij(en) | Verkiezing(en) |
| --- | -------------------------------------------- | -------------------------------------------- | -------------------------------------------- | ---------------- | ---------------- | ---------- | -------------- |
| 1   |                                              | Charles Haskell                              | Charles Haskell (1860–1933)                  | 17 november 1907 | 10 januari 1911  | D          | 1910           |
| 2   |                                              | Lee Cruce                                    | Lee Cruce (1863–1933)                        | 10 januari 1911  | 10 januari 1915  | D          | 1910           |
| 3   |                                              | Robert Williams                              | Robert Williams (1868–1948)                  | 10 januari 1915  | 13 januari 1919  | D          | 1914           |
| 4   |                                              | James Robertson                              | James Robertson (1871–1938)                  | 13 januari 1919  | 7 januari 1923   | D          | 1918           |
| 5   |                                              | Jack Walton                                  | Jack Walton (1881–1949)                      | 7 januari 1923   | 20 november 1923 | D          | 1922           |
| 6   |                                              | Martin Trapp                                 | Martin Trapp (1888–1970)                     | 20 november 1923 | 10 januari 1927  | D          | 1922           |
| 7   |                                              |                                              | Henry Johnston (1867–1965)                   | 10 januari 1927  | 20 maart 1929    | D          | 1926           |
| 8   |                                              | William Holloway                             | William Holloway (1888–1970)                 | 20 maart 1929    | 1 januari 1931   | D          | 1926           |
| 9   |                                              | Bill Murray                                  | Bill Murray (1869–1956)                      | 1 januari 1931   | 15 januari 1935  | D          | 1930           |
| 10  |                                              | Ernest Marland                               | Ernest Marland (1874–1941)                   | 15 januari 1935  | 10 januari 1939  | D          | 1934           |
| 11  |                                              | Leon Phillips                                | Leon Phillips (1890–1958)                    | 10 januari 1939  | 10 januari 1943  | D          | 1938           |
| 12  |                                              | Robert Kerr                                  | Robert Kerr (1896–1963)                      | 10 januari 1943  | 13 januari 1947  | D          | 1942           |
| 13  |                                              | Roy Turner                                   | Roy Turner (1894–1973)                       | 13 januari 1947  | 5 januari 1951   | D          | 1946           |
| 14  |                                              | Raymond Gary                                 | Johnston Murray (1902–1974)                  | 5 januari 1951   | 10 januari 1955  | D          | 1950           |
| 15  |                                              | Raymond Gary                                 | Raymond Gary (1908–1993)                     | 10 januari 1955  | 12 januari 1959  | D          | 1954           |
| 16  |                                              | Howard Edmondson                             | Howard Edmondson (1925–1971)                 | 12 januari 1959  | 6 januari 1963   | D          | 1958           |
| 17  |                                              | George Nigh                                  | George Nigh (1927–2025)                      | 6 januari 1963   | 13 januari 1963  | D          | 1958           |
| 18  |                                              | Henry Bellmon                                | Henry Bellmon (1921–2009)                    | 13 januari 1963  | 10 januari 1967  | R          | 1962           |
| 19  |                                              | Dewey Bartlett                               | Dewey Bartlett (1919–1979)                   | 10 januari 1967  | 10 januari 1971  | R          | 1966           |
| 20  |                                              | David Hall                                   | David Hall (1930–2016)                       | 10 januari 1971  | 15 januari 1975  | D          | 1970           |
| 21  |                                              | David Boren                                  | David Boren (1941–2025)                      | 15 januari 1975  | 3 januari 1979   | D          | 1974           |
| 22  |                                              | George Nigh                                  | George Nigh (1927–2025)                      | 3 januari 1979   | 13 januari 1987  | D          | 1974           |
| 22  | 1978                                         | George Nigh                                  | George Nigh (1927–2025)                      | 3 januari 1979   | 13 januari 1987  | D          |                |
| 22  | 1982                                         | George Nigh                                  | George Nigh (1927–2025)                      | 3 januari 1979   | 13 januari 1987  | D          |                |
| 23  |                                              | Henry Bellmon                                | Henry Bellmon (1921–2009)                    | 13 januari 1987  | 15 januari 1991  | R          | 1986           |
| 24  |                                              | David Walters                                | David Walters (1951)                         | 15 januari 1991  | 10 januari 1995  | D          | 1990           |
| 25  |                                              | Frank Keating                                | Frank Keating (1944)                         | 10 januari 1995  | 13 januari 2003  | R          | 1994           |
| 25  | 1998                                         | Frank Keating                                | Frank Keating (1944)                         | 10 januari 1995  | 13 januari 2003  | R          |                |
| 26  |                                              | Brad Henry                                   | Brad Henry (1963)                            | 13 januari 2003  | 10 januari 2011  | D          | 2002           |
| 26  | 2006                                         | Brad Henry                                   | Brad Henry (1963)                            | 13 januari 2003  | 10 januari 2011  | D          |                |
| 27  |                                              | Mary Fallin                                  | Mary Fallin (1954)                           | 10 januari 2011  | 15 januari 2019  | R          | 2010           |
| 27  | 2014                                         | Mary Fallin                                  | Mary Fallin (1954)                           | 10 januari 2011  | 15 januari 2019  | R          |                |
| 28  |                                              | Kevin Stitt                                  | Kevin Stitt (1972)                           | 15 januari 2019  | heden            | R          | 2018           |
| 28  | 2022                                         | Kevin Stitt                                  | Kevin Stitt (1972)                           | 15 januari 2019  | heden            | R          |                |